# Østeuropæiske Slette
Den Østeuropæiske Slette (også Østeuropæiske Lavland og Russiske Slette) er et vidstrakt slettelandskab i Østeuropa. Indenfor Rusland har den været kendt som Den Russiske Slette (på russisk: Русская равнина (Russkaja Ravnina)). Begge navnene bruges om hinanden.
Sletten udgør det største sammenhængende landskabsområde i Europa. Den omfatter omkring 4.000.000 km² med en gennemsnitlig højde over havet på 170 meter. Den strækker sig fra Uralbjergene og dækker størstedelen af den europæiske del af Rusland, de baltiske stater, Hviderusland, størstedelen af Ukraine, Moldova, østlige Polen og vestlige Kasakhstan. Den afgrænses af Hvidehavet og Barentshavet i nord, Uralbjergene, Uralfloden og det Kaspiske Hav i øst, Kaukasus og Sortehavet i syd, Karpaterne og andre højland i Polen i vest. Sammen med Det Nordeuropæiske Lavland udgør den Den Europæiske Slette.
Sletten er opdelt efter højde og geologi i et antal distinkte landskabsregioner. Lavlandene og sænkningerne, som gennemstrømmes af talrige store floder, ligger på højder fra nogen få meter til 150 moh, mens de mellemliggende højdedrag og åslandskaberne ligger på 300 til 500 moh.

## Landskaber
Indenfor Den Østeuropæiske Slette ligger disse landskabsregioner (fra nord til syd):
- Timanhøjene
- Nordrussiske Lavland
- Nordrussiske Højder
- Baltiske Landryg
- Valdajhøjderne
- Moskvahøjene
- Centralrussiske Højland
- Smolenskhøjene
- Hviderussiske Højland
- Volgahøjene
- Polesiske lavland
- Volyn-Podolske Højland
- Jergenihøjene
- Kaspiske Lavning
- Donetskplateauet
- Manytj-lavningen

## Floder
Indenfor Den Østeuropæiske Slette ligger blandt andet følgende større floder:
- Volga – Rusland
- Nordlige Dvina – Rusland
- Dnepr – Rusland, Hviderusland, Ukraine
- Petjora – Rusland
- Ural – Rusland, Kasakhstan
- Neva – Rusland
- Don – Rusland
- Dnestr – Moldova, Ukraine
- Daugava – Rusland, Hviderusland, Letland
- Nemunas – Hviderusland, Litauen, Rusland

## Lande
Indenfor Den Østeuropæiske Slette ligger følgende stater (fra nord til syd):
- Rusland
- Estland
- Letland
- Litauen
- Polen (østligste del)
- Hviderusland
- Ukraine (den sydvestlige del tilhører Karpaterne)
- Moldova
- Kasakhstan (kun den aller vestlige del af landet, vest for floden Ural)

57°30′N 40°00′Ø / 57.5°N 40°Ø